# رنه اورنون
رنه اورنون (فرانسوی: René Hournon‎؛ زادهٔ ۱۹۰۵) دوچرخه‌سوار اهل فرانسه است.